# جيم مارشال (رائد أعمال)
جيم مارشال (بالإنجليزية: Jim Marshall)‏ (و. 1923 – 2012 م) هو رائد أعمال، ومهندس، ومهندس الصوت، وطبال، وصانع آلة موسيقية ‏ بريطاني، توفي في لندن، عن عمر يناهز 89 عاماً، بسبب سرطان.

## جوائز
حصل على جوائز منها:

نيشان الامبراطورية البريطانية من رتبة ضابط